# Saint-Hilaire (Essonne)
Pour les articles homonymes, voir Saint-Hilaire.
Saint-Hilaire (prononcé [sɛ̃t̪‿ilɛʁ] ) est une commune française située dans le département de l'Essonne en région Île-de-France.
Ses habitants sont appelés les Saint-Hilairois.

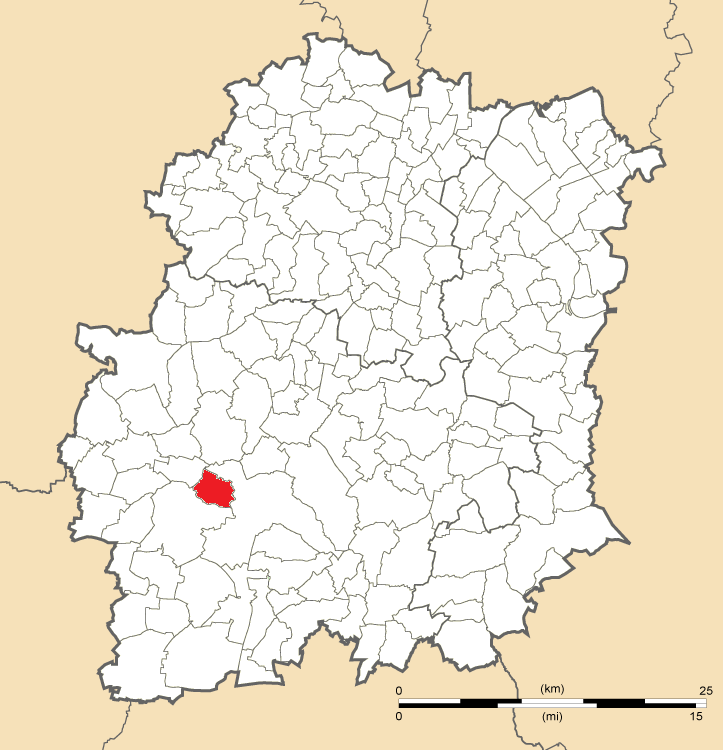
Position de Saint-Hilaire en Essonne.

## Géographie

### Situation
Saint-Hilaire est située à cinquante-et-un kilomètres au sud-ouest de Paris-Notre-Dame, point zéro des routes de France, trente-cinq kilomètres au sud-ouest d'Évry, six kilomètres au nord-ouest d'Étampes, douze kilomètres au sud-est de Dourdan, vingt-et-un kilomètres au sud-ouest d'Arpajon, vingt-et-un kilomètres au sud-ouest de La Ferté-Alais, vingt-sept kilomètres au sud-ouest de Montlhéry, vingt-neuf kilomètres au nord-ouest de Milly-la-Forêt, trente-trois kilomètres au sud-ouest de Palaiseau, trente-cinq kilomètres au sud-ouest de Corbeil-Essonnes.

### Hydrographie
La Chalouette, et la Louette, affluents de la Juine, traversent la commune. Ces rivières font partie du bassin hydrographique de la Seine.

### Communes limitrophes
| Boutervilliers |                  |         |
|                | Saint-Hilaire    | Étampes |
|                | Chalo-Saint-Mars |         |

### Climat
Pour des articles plus généraux, voir Climat de l'Île-de-France et Climat de l'Essonne.
En 2010, le climat de la commune est de type climat océanique dégradé des plaines du Centre et du Nord, selon une étude du CNRS s'appuyant sur une série de données couvrant la période 1971-2000. En 2020, Météo-France publie une typologie des climats de la France métropolitaine dans laquelle la commune est exposée à un climat océanique altéré et est dans la région climatique Sud-ouest du bassin Parisien, caractérisée par une faible pluviométrie, notamment au printemps (120 à 150 mm) et un hiver froid (3,5 °C).
Pour la période 1971-2000, la température annuelle moyenne est de 10,9 °C, avec une amplitude thermique annuelle de 15,3 °C. Le cumul annuel moyen de précipitations est de 638 mm, avec 10,8 jours de précipitations en janvier et 7,6 jours en juillet. Pour la période 1991-2020, la température moyenne annuelle observée sur la station météorologique la plus proche, située sur la commune de Dourdan à 11 km à vol d'oiseau, est de 11,4 °C et le cumul annuel moyen de précipitations est de 654,2 mm,. Pour l'avenir, les paramètres climatiques de la commune estimés pour 2050 selon différents scénarios d'émission de gaz à effet de serre sont consultables sur un site dédié publié par Météo-France en novembre 2022.

### Occupation des solssimplifiée
Le territoire de la commune se compose en 2017 de 93,91 % d'espaces agricoles, forestiers et naturels, 2,99 % d'espaces ouverts artificialisés et 3,1 % d'espaces construits artificialisés.

## Urbanisme

### Typologie
Au 1er janvier 2024, Saint-Hilaire est catégorisée commune rurale à habitat dispersé, selon la nouvelle grille communale de densité à sept niveaux définie par l'Insee en 2022.
Elle est située hors unité urbaine. Par ailleurs la commune fait partie de l'aire d'attraction de Paris, dont elle est une commune de la couronne,. Cette aire regroupe 1 929 communes,.

## Toponymie
Sancti Hilarii en 1164, Sanctus Hilarius au XIIIe siècle, Sanctus Hylarius vers 1250.
La commune fut créée en 1793 sous le nom d'Hilaire, le bulletin des lois de 1801 introduisit son nom actuel. L'origine du nom du lieu est peu connue : on ignore à quel Saint Hilaire le lieu est consacré d'autant qu'il n'y a pas d'église, mais la paroisse catholique de « Saint-Hilaire » est rattachée au secteur pastoral de Saint-Michel-de-Beauce-Étampes et au diocèse d'Évry-Corbeil-Essonnes.

## Politique et administration

### Rattachements administratifs et électoraux
Antérieurement à la loi du 10 juillet 1964, la commune faisait partie du département de Seine-et-Oise. La réorganisation de la région parisienne en 1964 fit que la commune appartient désormais au département de l'Essonne et à son arrondissement d'Étampes , après un transfert administratif effectif au 1er janvier 1968. Pour l'élection des députés, elle est rattachée à la deuxième circonscription de l'Essonne.
Elle fait partie depuis 1793 du canton d'Étampes. Dans le cadre du redécoupage cantonal de 2014 en France, ce canton, dont la commune est toujours membre, est modifié, passant de 11 à 45 communes.

### Intercommunalité
La commune est membre de la communauté d'agglomération de l'Étampois Sud-Essonne, créée en 2009 sous le statut de communauté de communes et transformée en communauté d'agglomération en 2016.

### Tendances et résultats politiques
Élections présidentielles
Résultats des deuxièmes tours :
- Élection présidentielle de 2002 : 85,65 % pour Jacques Chirac (RPR), 14,35 % pour Jean-Marie Le Pen (FN), 86,10 % de participation[27].
- Élection présidentielle de 2007 : 58,94 % pour Nicolas Sarkozy (UMP), 41,06 % pour Ségolène Royal (PS), 86,35 % de participation[28].
- Élection présidentielle de 2012 : 52,19 % pour Nicolas Sarkozy (UMP), 47,81 % pour François Hollande (PS), 88,78 % de participation[29].

Élections législatives
Résultats des deuxièmes tours :
- Élections législatives de 2002 : 75,86 % pour Franck Marlin (UMP), 24,14 % pour Gérard Lefranc (PCF), 69,11 % de participation[30].
- Élections législatives de 2007 : 63,41 % pour Franck Marlin (UMP) élu au premier tour, 14,63 % pour Marie-Agnès Labarre (PS), 70,99 % de participation[31].
- Élections législatives de 2012 : 60,80 % pour Franck Marlin (UMP, 39,20 % pour Béatrice Pèrié (PS), 67,80 % de participation[32].

Élections européennes
Résultats des deux meilleurs scores :
- Élections européennes de 2004 : 20,66 % pour Patrick Gaubert (UMP), 15,70 % pour Harlem Désir (PS), 47,89 % de participation[33].
- Élections européennes de 2009 : 31,06 % pour Michel Barnier (UMP), 22,73 % pour Daniel Cohn-Bendit (Europe Écologie), 50,00 % de participation[34].

Élections régionales
Résultats des deux meilleurs scores :
- Élections régionales de 2004 : 47,27 % pour Jean-François Copé (UMP), 43,03 % pour Jean-Paul Huchon (PS), 65,65 % de participation[35].
- Élections régionales de 2010 : 56,17 % pour Jean-Paul Huchon (PS), 43,83 % pour Valérie Pécresse (UMP), 57,34 % de participation[36].

Élections cantonales et départementales
Résultats des deuxièmes tours :
- Élections cantonales de 2001 : données manquantes.
- Élections cantonales de 2008 : 58,39 % pour Jean Perthuis (UMP), 41,61 % pour François Jousset (PCF), 48,64 % de participation[37].

Élections municipales
Résultats des deuxièmes tours :
- Élections municipales de 2001 : données manquantes.
- Élections municipales de 2008 : 171 voix pour Marc Sauvage (?), 170 voix pour Stéphane Pradot (?), 63,95 % de participation[38].

Référendums
- Référendum de 2000 relatif au quinquennat présidentiel : 75,63 % pour le Oui, 24,37 % pour le Non, 52,85 % de participation[39].
- Référendum de 2005 relatif au traité établissant une Constitution pour l'Europe : 55,61 % pour le Non, 44,39 % pour le Oui, 78,85 % de participation[40].

### Politique locale
À la suite de la démission du maire Stéphane Pradot, le 5 octobre 2017, en vue de son élection comme maire-adjoint d'Étampes le 19 novembre 2017, et de deux autres conseillers municipaux, des élections municipales partielles sont organisées en décembre 2017. Le conseil municipal ainsi constitué aura à élire son nouveau maire.

### Liste des maires
| Période                                  | Période                        | Identité                | Étiquette | Qualité |
| ---------------------------------------- | ------------------------------ | ----------------------- | --------- | --- |
| Les données manquantes sont à compléter. |                                |                         |           | |
| 1944                                     | 1953                           | Emile Mathiot           |           | |
| 1953                                     | 1959                           | Emile Ramé              |           | |
| 1959                                     | 1965                           | Pierre Mettey           |           | |
| 1965                                     | 1971                           | Emile Ramé              |           | |
| 1971                                     | 1983                           | Michèle Pfeiffer        |           | |
| 1983                                     | 2014                           | Pierrette Antoine       | DVD       | Retraitée |
| 2014                                     | octobre 2017                   | Stéphane Pradot         | SE        | Chef de cabinet de Franck Marlin Président de l'Île de loisirs d’Étampes (2015 → ) Maire-adjoint d’Étampes (2017 → ) Démissionnaire en vue de son élection à Étampes |
| décembre 2017                            | En cours (au 10 décembre 2017) | Stéphane Demeulemeester | SE        | |

### Jumelages
La commune de Saint-Hilaire n'a pas développé de jumelage.

## Population et société

### Démographie

#### Évolution démographique
L'évolution du nombre d'habitants est connue à travers les recensements de la population effectués dans la commune depuis 1793. Pour les communes de moins de 10 000 habitants, une enquête de recensement portant sur toute la population est réalisée tous les cinq ans, les populations de référence des années intermédiaires étant quant à elles estimées par interpolation ou extrapolation. Pour la commune, le premier recensement exhaustif entrant dans le cadre du nouveau dispositif a été réalisé en 2006.

En 2022, la commune comptait 402 habitants, en évolution de −0,5 % par rapport à 2016 (Essonne : +2,89 %, France hors Mayotte : +2,11 %).
| 1793 | 1800 | 1806 | 1821 | 1831 | 1836 | 1841 | 1846 | 1851 |
| ---- | ---- | ---- | ---- | ---- | ---- | ---- | ---- | ---- |
| 233  | 260  | 224  | 256  | 260  | 258  | 269  | 260  | 246  |

| 1856 | 1861 | 1866 | 1872 | 1876 | 1881 | 1886 | 1891 | 1896 |
| ---- | ---- | ---- | ---- | ---- | ---- | ---- | ---- | ---- |
| 237  | 224  | 216  | 207  | 180  | 173  | 177  | 187  | 198  |

| 1901 | 1906 | 1911 | 1921 | 1926 | 1931 | 1936 | 1946 | 1954 |
| ---- | ---- | ---- | ---- | ---- | ---- | ---- | ---- | ---- |
| 179  | 206  | 188  | 202  | 201  | 204  | 204  | 223  | 179  |

| 1962 | 1968 | 1975 | 1982 | 1990 | 1999 | 2006 | 2011 | 2016 |
| ---- | ---- | ---- | ---- | ---- | ---- | ---- | ---- | ---- |
| 190  | 191  | 224  | 249  | 338  | 379  | 344  | 393  | 404  |

| 2021 | 2022 | - | - | - | - | - | - | - |
| ---- | ---- | - | - | - | - | - | - | - |
| 405  | 402  | - | - | - | - | - | - | - |

#### Pyramide des âges
En 2018, le taux de personnes d'un âge inférieur à 30 ans s'élève à 33,8 %, soit en dessous de la moyenne départementale (39,9 %). De même, le taux de personnes d'âge supérieur à 60 ans est de 19,0 % la même année, alors qu'il est de 20,1 % au niveau départemental.
En 2018, la commune comptait 201 hommes pour 207 femmes, soit un taux de 50,74 % de femmes, légèrement inférieur au taux départemental (51,02 %).
Les pyramides des âges de la commune et du département s'établissent comme suit.
| Hommes | Classe d’âge | Femmes |
| ------ | ------------ | ------ |
| 0,5    | 90 ou +      | 0,0    |
| 4,4    | 75-89 ans    | 4,3    |
| 13,9   | 60-74 ans    | 14,9   |
| 25,4   | 45-59 ans    | 23,2   |
| 23,2   | 30-44 ans    | 22,6   |
| 10,1   | 15-29 ans    | 12,2   |
| 22,5   | 0-14 ans     | 22,8   |

| Hommes | Classe d’âge | Femmes |
| ------ | ------------ | ------ |
| 0,5    | 90 ou +      | 1,4    |
| 5,4    | 75-89 ans    | 7,2    |
| 12,9   | 60-74 ans    | 13,9   |
| 20     | 45-59 ans    | 19,4   |
| 19,9   | 30-44 ans    | 20,1   |
| 20     | 15-29 ans    | 18,2   |
| 21,3   | 0-14 ans     | 19,8   |

### Enseignement
Les élèves de Saint-Hilaire sont rattachés à l'académie de Versailles.
En 2009, la commune dispose sur son territoire d'une école élémentaire publique.

### Médias
L'hebdomadaire Le Républicain relate les informations locales. La commune est en outre dans le bassin d'émission des chaînes de télévision France 3 Paris Île-de-France, IDF1 et Téléssonne intégré à Télif.

## Économie

### Emplois, revenus et niveau de vie
En 2006, le revenu fiscal médian par ménage était de 23 144 €, ce qui plaçait la commune au 891e rang parmi les 30 687 communes de plus de cinquante ménages que compte le pays et au soixante-dix-septième rang départemental.
| Répartition des emplois par catégories socioprofessionnelles en 2006. |              |                                           |                                                   |                            |                          |                           |
|                                                                       | Agriculteurs | Artisans, commerçants, chefs d’entreprise | Cadres et professions intellectuelles supérieures | Professions intermédiaires | Employés                 | Ouvriers                  |
| Saint-Hilaire                                                         | -            | -                                         | -                                                 | -                          | -                        | -                         |
| Zone d’emploi d’Étampes                                               | 1,8 %        | 6,2 %                                     | 15,1 %                                            | 24,9 %                     | 27,2 %                   | 24,8 %                    |
| Moyenne nationale                                                     | 2,2 %        | 6,0 %                                     | 15,4 %                                            | 24,6 %                     | 28,7 %                   | 23,2 %                    |
| Répartition des emplois par secteurs d’activités en 2006.             |              |                                           |                                                   |                            |                          |                           |
|                                                                       | Agriculture  | Industrie                                 | Construction                                      | Commerce                   | Services aux entreprises | Services aux particuliers |
| Saint-Hilaire                                                         | -            | -                                         | -                                                 | -                          | -                        | -                         |
| Zone d’emploi d’Étampes                                               | 2,9 %        | 16,1 %                                    | 6,7 %                                             | 14,8 %                     | 9,2 %                    | 5,8 %                     |
| Moyenne nationale                                                     | 3,5 %        | 15,2 %                                    | 6,4 %                                             | 13,3 %                     | 13,3 %                   | 7,6 %                     |
| Sources : Insee,                                                      |              |                                           |                                                   |                            |                          |                           |

## Culture locale et patrimoine

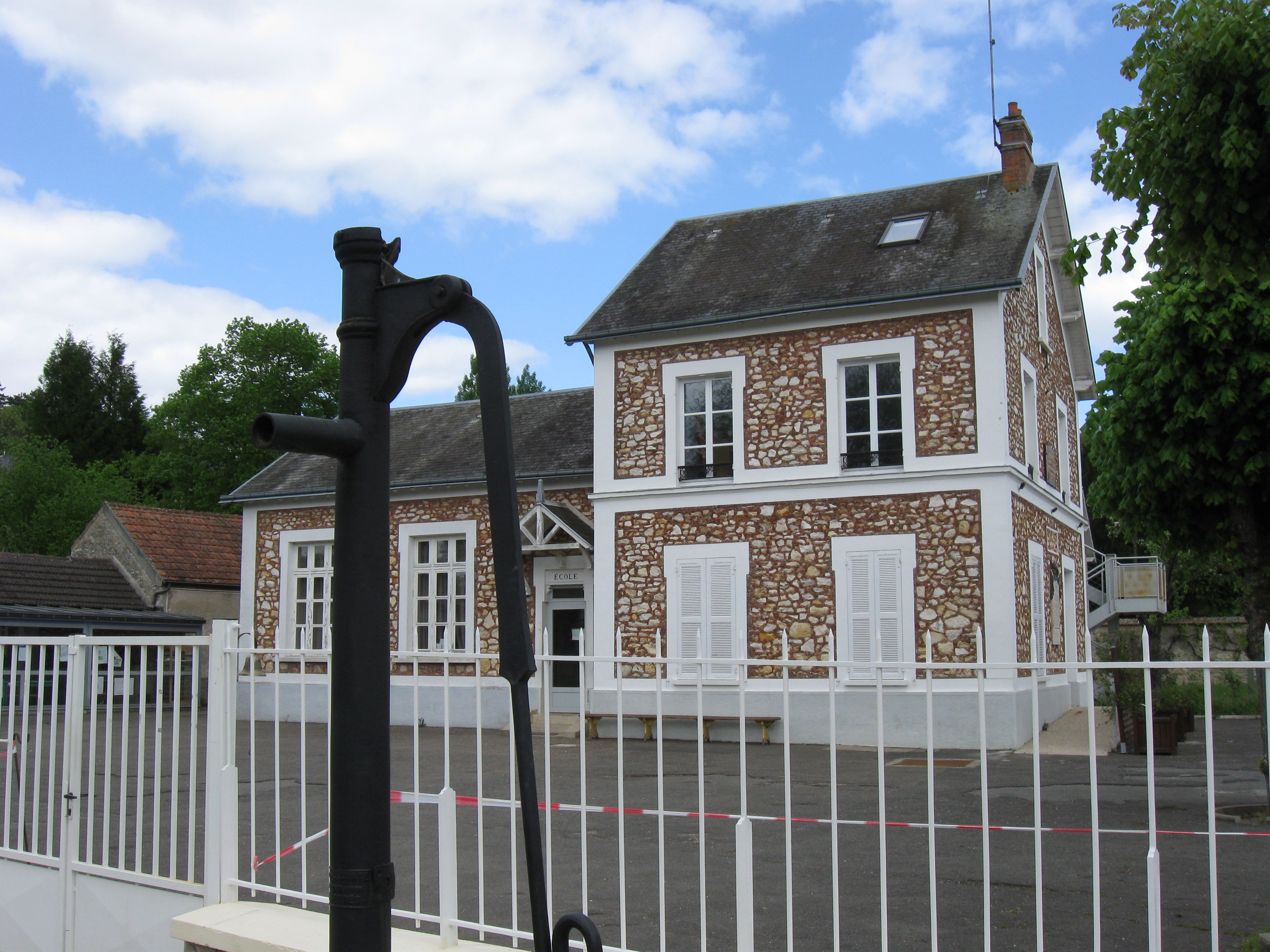
L'ancienne mairie-école.

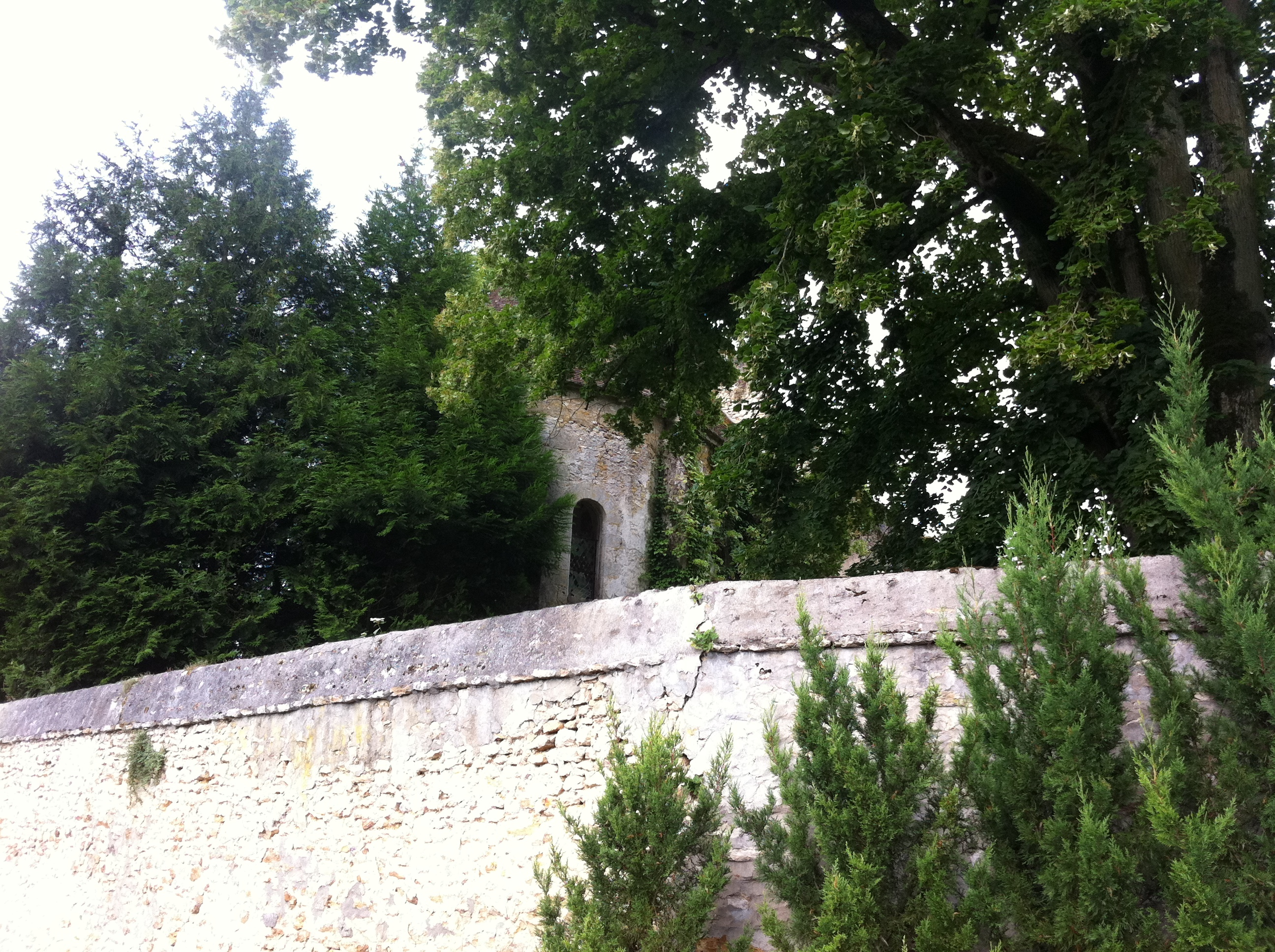
La chapelle de l'ancien prieuré.

### Lieux et monuments
- Les berges de la Chalouette et de la Louette, les bois qui les entourent, la pelouse calcaire, les carrières géologiques et des champs ont été recensés au titre des espaces naturels sensibles par le conseil départemental de l'Essonne[57].
- La vallée de la Chalouette et de la Louette est un site inscrit[58]. La réserve naturelle des sites géologiques de l'Essonne protège six sites d'affleurement, de type stratotype du stampien, dont le « Gisement de Pierrefitte »[59].
- La chapelle de l'ancien prieuré du XIIe siècle[60],[61].

Sa date de construction précise est inconnue: On sait d'après le cadastre que l'ensemble des bâtiments existait en 1824, alors que les communs dateraient du XVIIe ou XVIIIe siècle, la maison d'habitation aurait été bâtie en 1805, la grange en 1843. Subsistent le toit du chœur de la chapelle et les murs de la nef subsistent également.

### Personnalités liées à la commune
- Étienne Geoffroy Saint-Hilaire (1772-1844), naturaliste natif d'Étampes, y avait une maison héritée de son père.
- Michel Leiris (1901-1990), écrivain et ethnologue y est mort.